# Sumoylation
La SUMOylation (ou sumoylation) est une modification post-traductionnelle aboutissant à la liaison covalente d'une ou plusieurs protéines SUMO sur une lysine acceptrice d'une protéine cible.
À ce jour, quatre protéines SUMO ont été caractérisées (SUMO-1, -2, -3 et -4).
Le processus de sumoylation est très proche biochimiquement de celui de l'ubiquitination, notamment en impliquant une cascade similaire d'enzymes. En revanche, alors que l'ubiquitination entraîne principalement la dégradation de la protéine ciblée par le protéasome, la sumoylation semble plutôt réguler les propriétés biochimiques des protéines cibles (trafic intracellulaire, interaction protéique, interaction ADN-protéine, activité transcriptionnelle...). De plus, quelques exemples démontrent que la sumoylation de certaines protéines antagonise leur ubiquitination.
Cette modification a été découverte en 1996-98 par les groupes de Günter Blobel et Frauke Melchior.

## Processus
Le processus de sumoylation met en jeu une série de trois étapes enzymatiques.
La première étape, nommée maturation, correspond au clivage de la partie C-terminale de la protéine SUMO ; elle est assurée par des enzymes carboxy-hydrolases et engendre l'exposition du dipeptide de glycines (GG) de SUMO pour l’enzyme d'activation E1.
La deuxième étape, dite d'activation, consiste en la création d'un lien thioester de haute énergie (étape ATP-dépendante) entre SUMO-GG à la cystéine catalytique de l’enzyme E1 activatrice (hétérodimère SAE1/SAE2).
La troisième étape est la conjugaison du SUMO «activé» (SUMO-GG), qui transfère de l'enzyme E1 à la cystéine catalytique de l’enzyme E2 conjugante Ubc9. Ici encore il existe une différence majeure avec l’ubiquitination puisque, à ce jour, Ubc9 est la seule enzyme de conjugaison E2 caractérisée pour la sumoylation alors qu’il existe de multiples E2 pour l'ubiquitination. Contrairement à l'ubiquitination qui nécessite l'intervention d'enzymes de type E3 ligases in vitro, Ubc9 est capable d'interagir et de modifier directement les substrats protéiques ciblés. Ainsi, Ubc9 peut aussi jouer le rôle de ligase. Néanmoins, de nombreuses enzymes du type E3 ligases ont été récemment caractérisées pour SUMO. Celles-ci semblent favoriser le processus de sumoylation en stabilisant la formation du complexe UBC9/substrat. À ce titre, les SUMO-E3 ligases sembleraient particulièrement déterminer une certaine spécificité de substrat in vivo.
Bien que des exceptions existent, la majorité des résidus lysine modifiés par SUMO font partie d'une séquence consensus spécifique ψ-K-X-E/D (ψ représente un résidu hydrophobe).
Enfin, comme l'ubiquitination, la sumoylation est un processus réversible et dynamique puisqu'il existe des enzymes protéases qui clivent SUMO de son substrat. Ces enzymes font partie de la famille SENP (Sentrin protease).
Trois familles de E3-SUMO ligases ont été à ce jour caractérisées :
- les protéines de la famille PIAS ;
- la protéine de la membrane nucléaire RanBP2 ;
- la famille polycomb Pc (Pc2).

## Fonctions
Il est estimé que le nombre de protéines modifiées par SUMOylation est supérieur à 6000 ce qui en fait un mécanisme impliqué dans une grande variété de fonctions cellulaires :
- Transport nucléo-cytoplasmique
- Régulation de la transcription
  - Activation de facteurs de transcription
  - Inhibition de facteurs de transcription
  - Inhibition de répresseurs
- Stabilité protéique
- Progression du cycle cellulaire
- Architecture de la chromatine
- Migration cellulaire en agissant sur l'actine[2]
- Inflammation[3]
- Communication synaptique[4],[5]